# أسامة فوزي (مخرج)
أسامة فوزي (19 مارس 1961 - 8 يناير 2019) هو مخرج سينمائي مصري

## حياته
مواليد 19 مارس 1961. تخرج من قسم الإخراج بالمعهد العالي للسينما في عام 1984، ثم عمل كمساعد مخرج منذ عام 1978، حيث عمل مع عدد كبير من المخرجين منهم حسين كمال ونيازي مصطفى وبركات وأشرف فهمي ويسري نصر الله ورضوان الكاشف. اشتهر بأفلامه المثيرة للجدل، تزوج لفترة من الفنانة المصرية سلوى خطاب 

## أعماله
أخرج أربعة أفلام طويلة هي:
- عفاريت الأسفلت 1996
- جنة الشياطين 1999
- بحب السيما 2004
- بالالوان الطبيعية 2009

## وصلات خارجية
- أسامة فوزي على موقع IMDb (الإنجليزية)
- أسامة فوزي على موقع الدهليز
- أسامة فوزي على موقع قاعدة بيانات الأفلام العربية
- أسامة فوزي على موقع قاعدة بيانات الفيلم (الإنجليزية)